# منمنمات عثمانية
المنمنات العثمانية أو المنمنمات التركية. كانت شكلًا من أشكال الفن التركية في الإمبراطورية العثمانية، يمكن ربطه المنمنمات الفارسية، فضلًا عن تأثره الكبير بالفن الصيني. كان الفن جزءًا من فنون الكتابة العثمانية، إلى جانب فن التذهيب، والخط، والإيبرو، والتجليد. استخدمت مصطلحات مثل التصوير والنقش للإشارة إلى فن الرسم المصغر باللغة التركية العثمانية. سميت الاستوديوهات التي عمل فيها الفنانون بالنقشان.

## الأسلوب الأصلي
لم تحظى المنمنمات عادة بتوقيع صاحبها، ربما بسبب رفض الفردانية، ولكن أيضا لأن الأعمال لم تجر بالكامل على يد شخص واحد؛ كان الرسام الرئيسي يصمم تركيب المشهد، ويرسم الممتهنون المعالم (كانت تسمى العملية بالتحرير)، بحبر أسود أو ملون ثم ترسم المنمنمات دون خلق وهم للبعد الثالث. الرسام الرئيسي، والذي غالبًا ما يكون كاتب النص، كان يرد اسمه أو يصور في بعض المخطوطات. كان فهم بعد اللوحة مختلفًا عن تقاليد الرسم في عصر النهضة الأوروبية، وغالبًا ما شمل المشهد المصور فترات زمنية ومساحات مختلفة في صورة واحدة. اتبعت المنمنمات بدقة محتوى الكتاب الذي اشتملت عليه، ممثلة صورًا إيضاحية أكثر من كونها أعمالًا فنية مستقلة.
حصلت المنمنمات على ألوانها من مسحوق التلوين المخلوط بزلال البيض، ولاحقًا، بالصمغ العربي المخفف. كانت الألوان الناتجة زاهية. أبرزت الألوان المتباينة المستعملة جنبًا إلى جنب مع الألوان الدافئة تلك الصفة. كانت الألوان الأكثر استخدامًا في المنمنمات العثمانية هي الأحمر الزاهي، والقرمزي، والأخضر، ودرجات مختلفة من الأزرق.
كانت النظرة العالمية التي شكلت الأساس لفن المنمنمات العثماني مختلفة بدورها عن نظيرتها لدى النهضة الأوروبية. لم يهدف الرسامون بصورة رئيسية إلى تصوير البشر والكائنات الحية أو غير الحية الأخرى بشكلها الواقعي، رغم تزايد وجود الواقعية منذ أواخر القرن السادس عشر فصاعدًا. كما أفلاطون، مال التقليد العثماني إلى رفض المحاكاة، إذ إنه وفقًا للنظرة العالمية للصوفية (شكل مبهم للإسلام انتشر على مستوى شعبي في الإمبراطورية العثمانية)، فإن ظهور الكائنات الدنيوية لم يكن يمتلك ديمومة، ولم يستحق تكريس الجهود له، الأمر الذي أدى إلى تقديم صور توضيحية منمقة وتجريدية.

## التاريخ والتطور

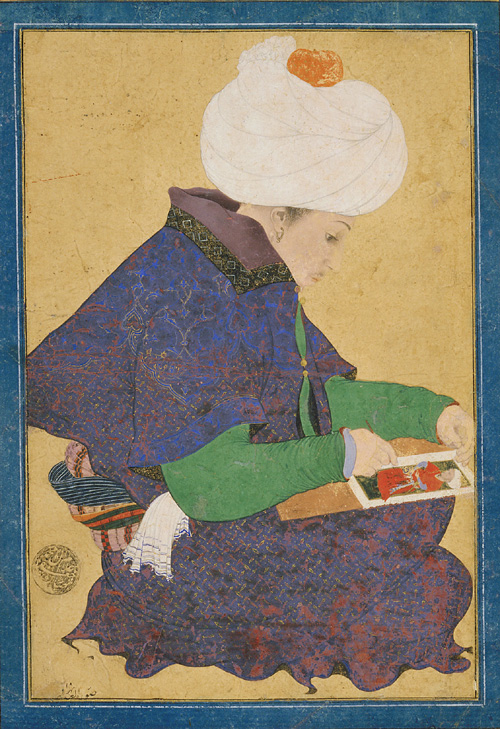
المنمنات العثمانية خلال حكم محمد الثاني.

### الأصل
خلال حكم محمد الثاني، أنشأت ورشة عمل في البلاط باسم نقشاني روم، كانت بمثابة مدرسة، في قصر طوب قابي في إسطنبول، وذلك لتصميم صورة مخططة مذهبة للسلطان والحاشية.
في بداية القرن السادس عشر، أغلقت ورشة حيرات الفارسية لفن المنمنمات، ورحل المعلم الكبير فيها بهزاد إلى تبريز. بعد أن فتح الإمبراطور العثماني سليم الأول مدينة تبريز لفترة وجيزة في عام 1514، معيدًا الكثير من المخططات إلى اسطنبول، تأسست الأكاديمية الفرسية للرسم (ناقشاني إيراني) في قصر طوب قابي للفنانين الفرس المستوردين. شكل فنانو كليتي الرسم هاتين مدرستين مختلفتين في الرسم: تخصص الفنانون في ناقشاني يوم في الكتب الوثائقية، مثل «شاهين شاهنيم»، الذي عرض الحياة العامة، وإلى حد ما الحياة الخاصة، للحكام وصورهم والأحداث التاريخية؛ شميلي علي عثمان -صور الحكام؛ كنية -صور تصف حفلات الزفاف وخصوصًا احتفالات الختان؛ حرب الشكاتنيم التي قادها الباشوات. تخصص فنانو نقشاني إيراني في الأعمال الشعرية الفارسية التقليدية، مثل الشاهنامه، وخمسة نظامي، ومجنون ليلى، ورومانسية الإسكندر، وهومايونيم، وحكايا الحيوان، والمختارات الأدبية. كانت هناك أيضًا كتب علمية عن علم النبات والحيوانات، والخيمياء، وعلم الكون، والطب؛ والكتب الاصطلاحية؛ ورسائل حب؛ وكتب عن التنجيم، وقراءة الأحلام.

## معرض

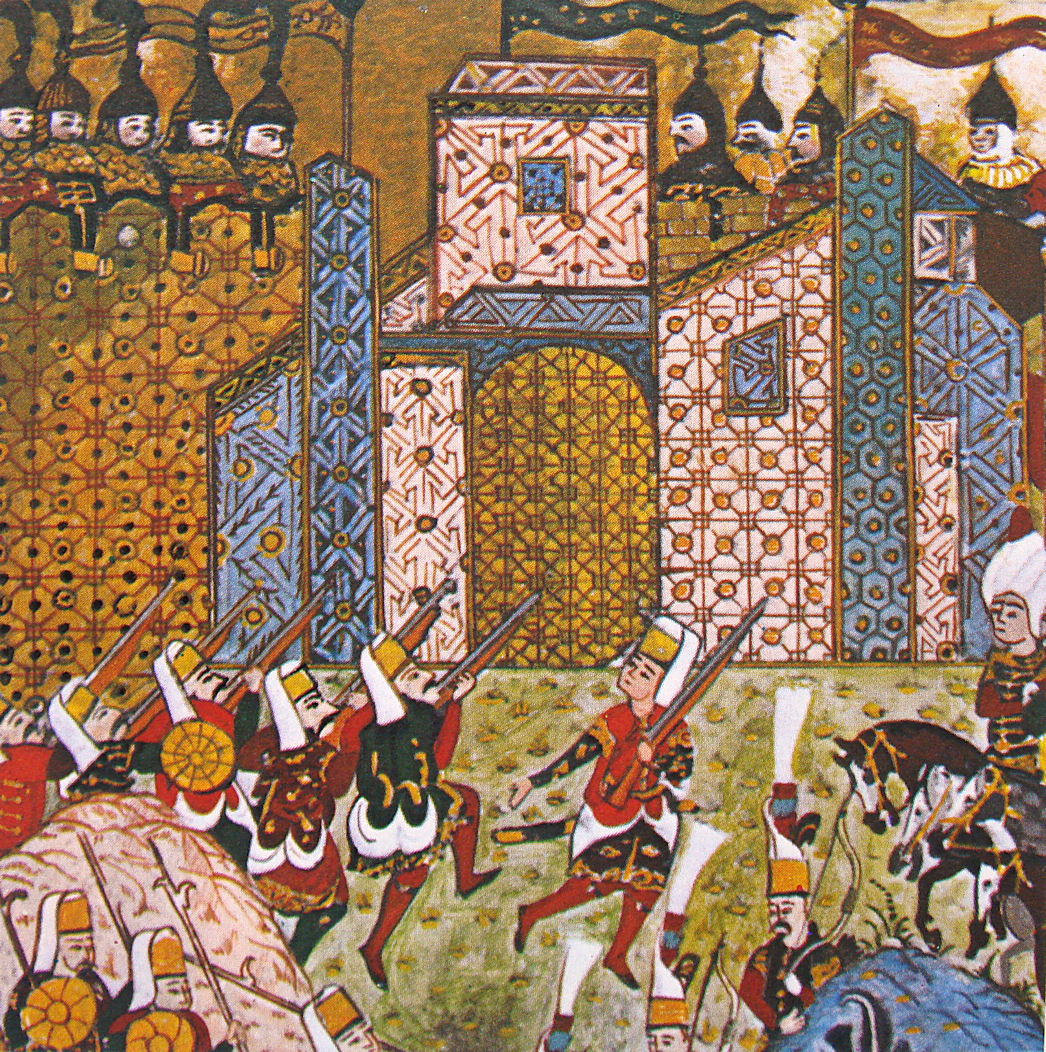
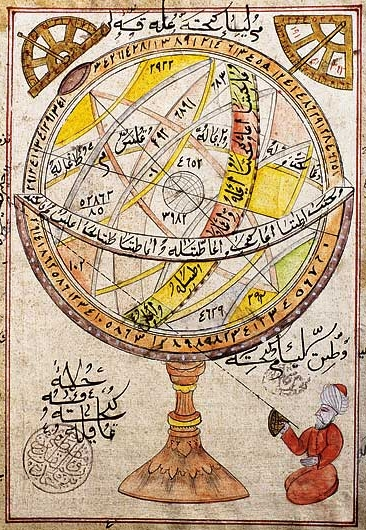
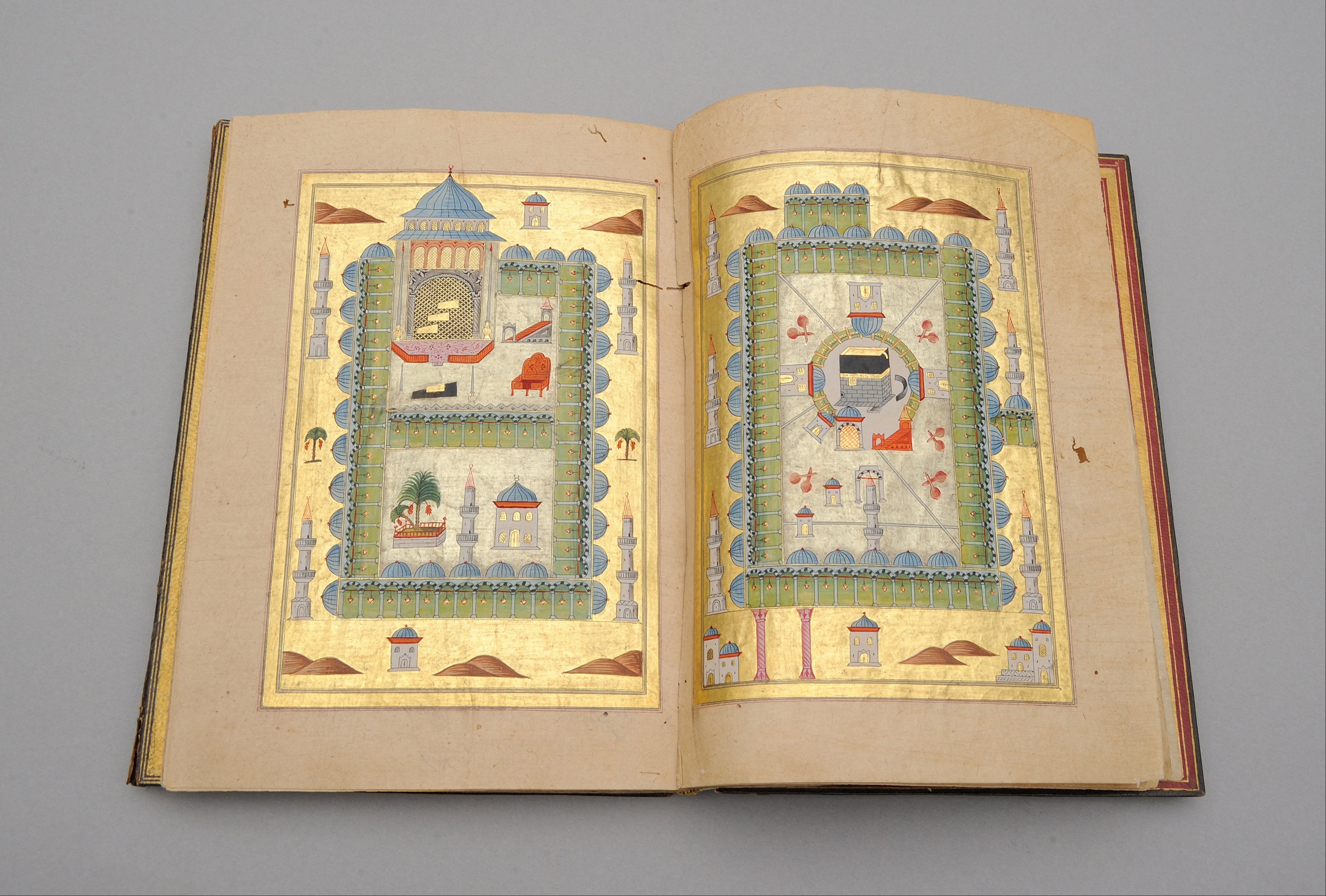
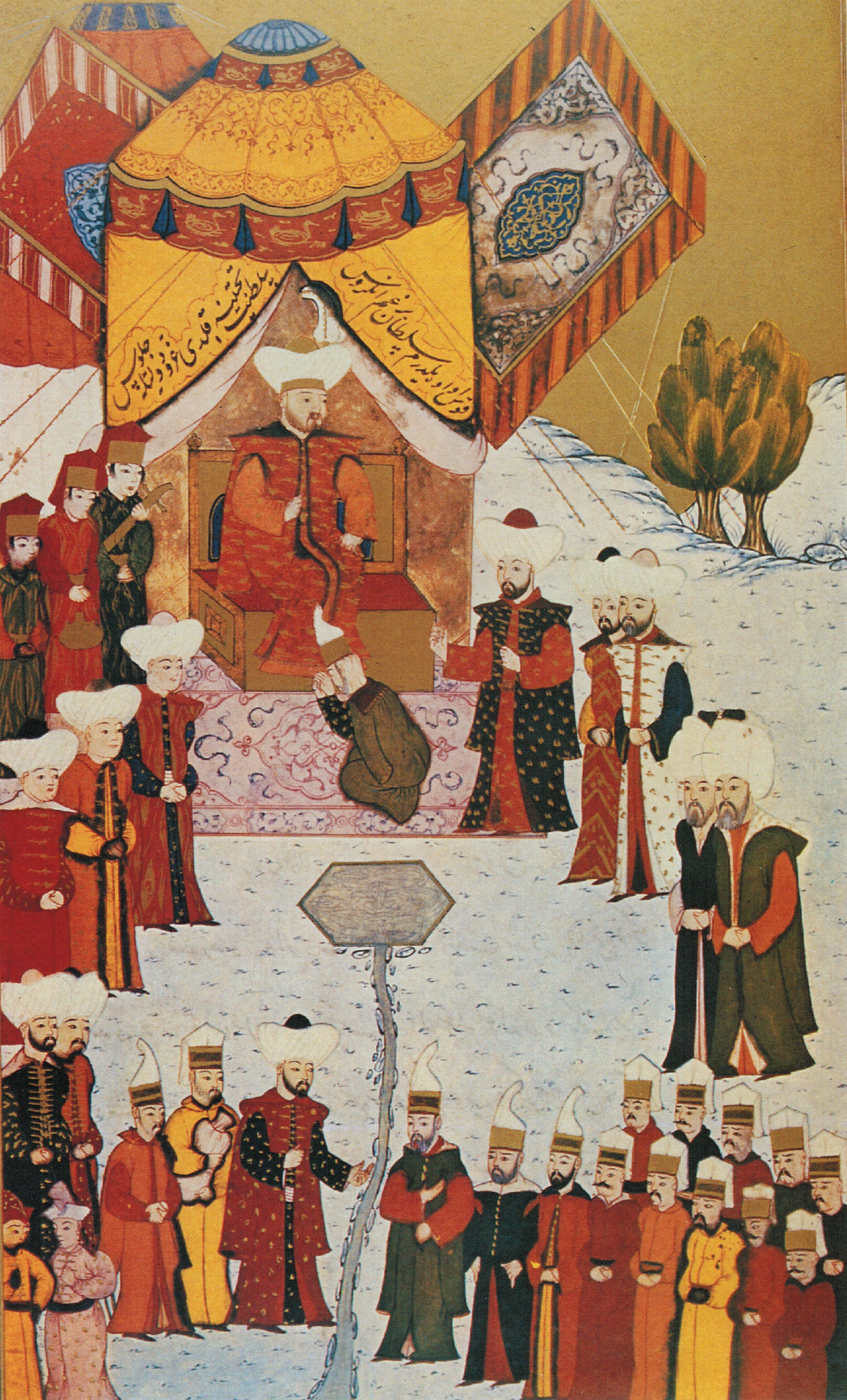
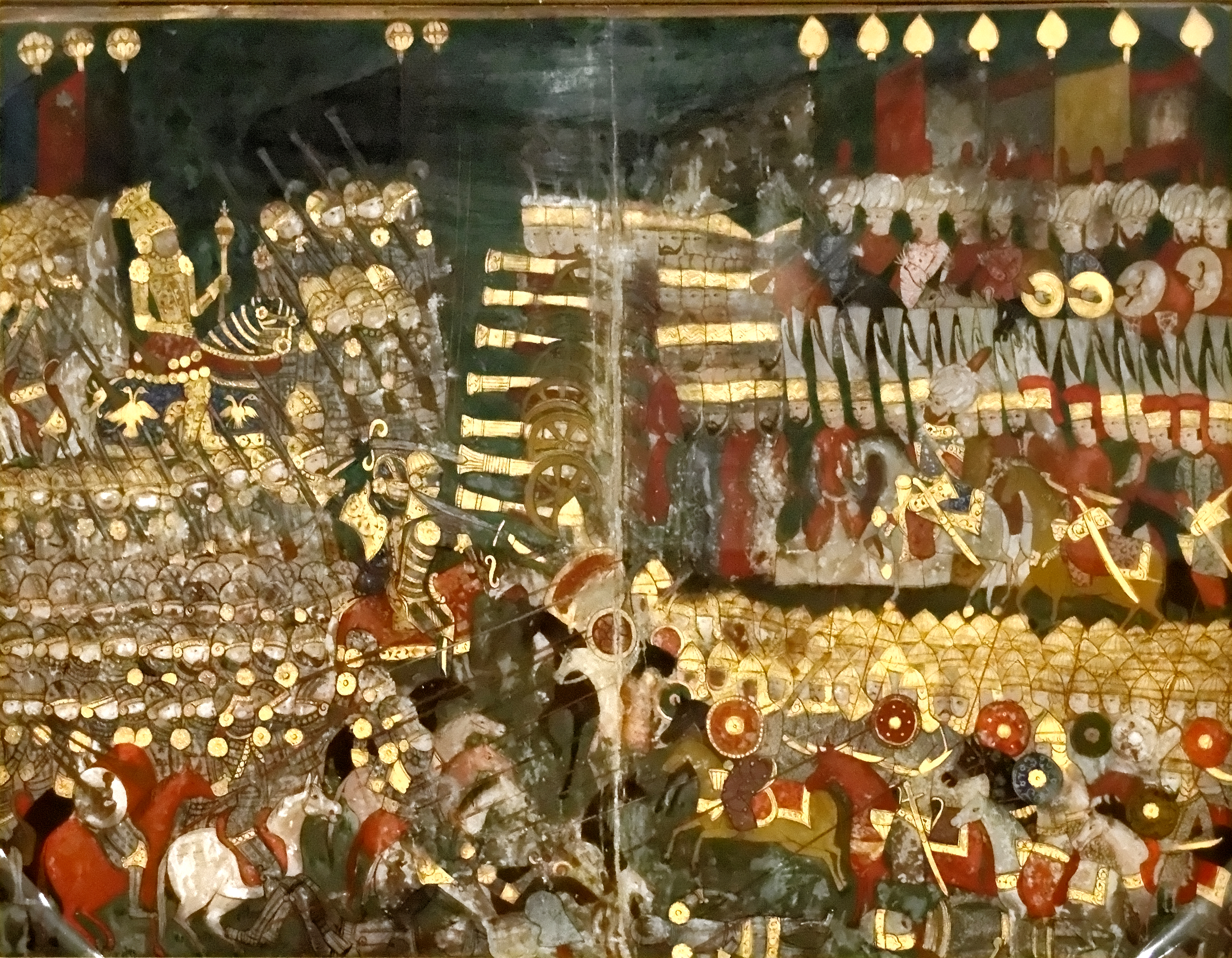
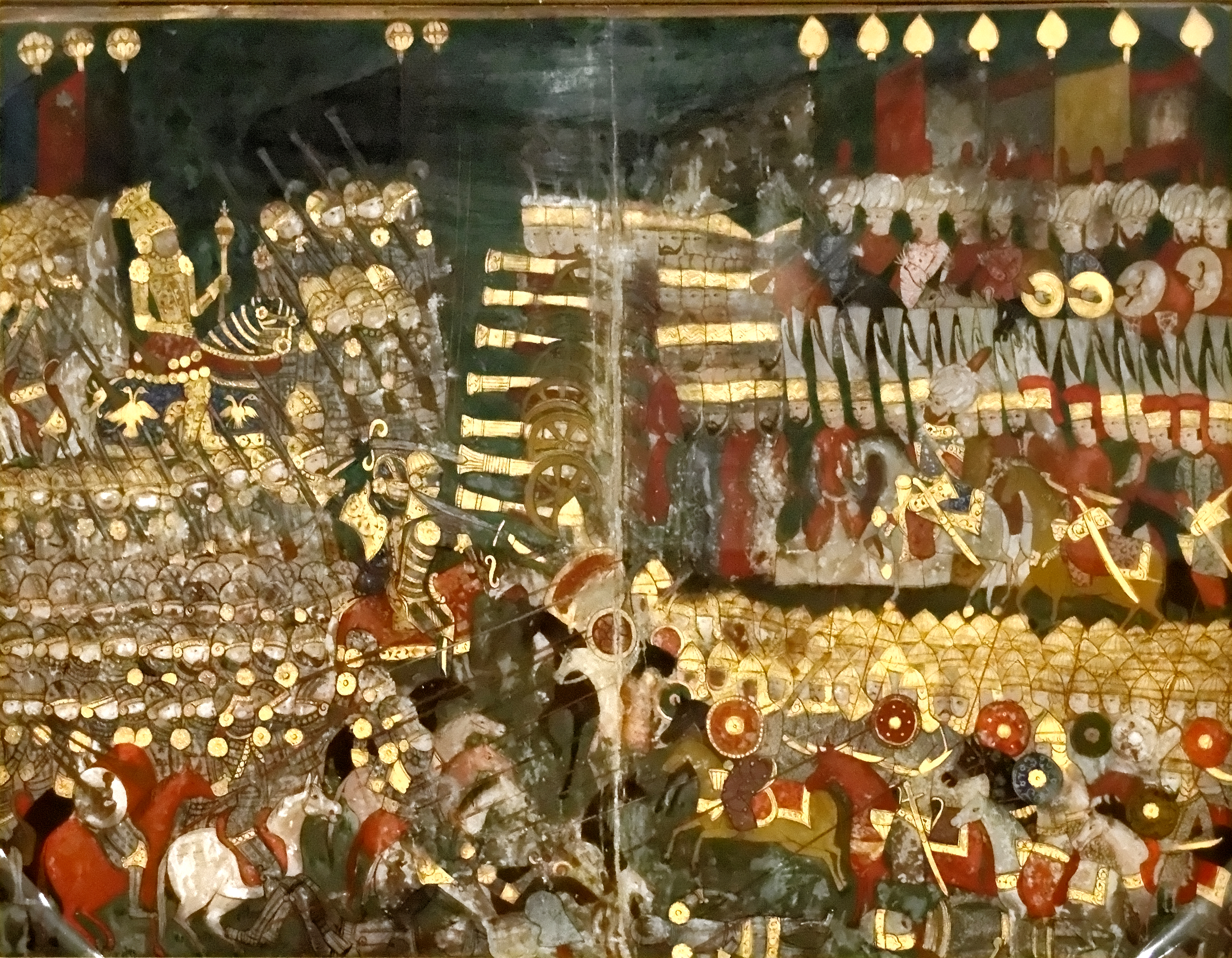
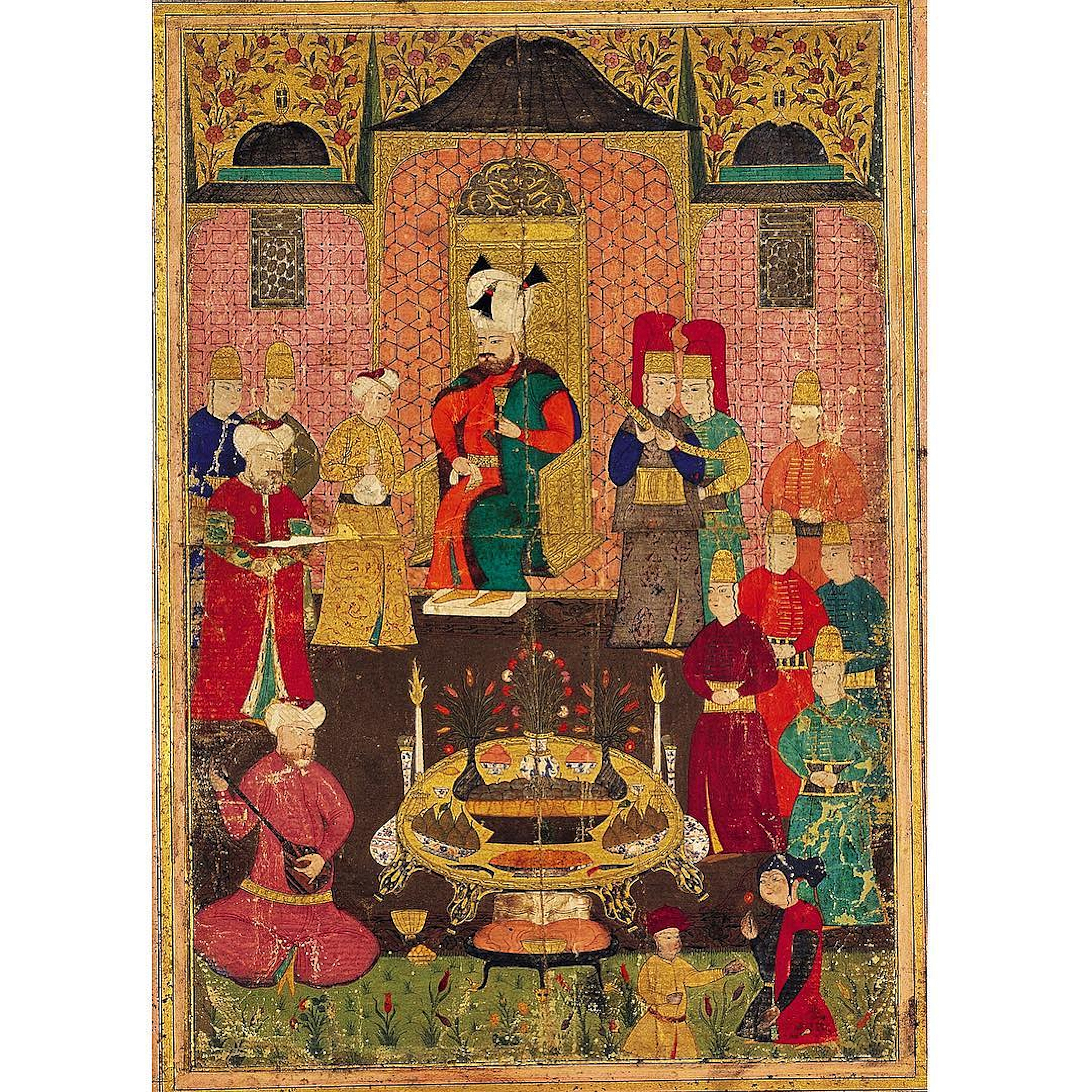
السلطان مراد الرابع يتناول الطعام مع حاشيته. كوب باللون الذهبي، قرص مع زهور وفواكه وألواح من الخزف أمامه. منمنمات عثمانية، قصر طوب قابي، إسطنبول.

## انظر ايضاََ
- منمنمة فارسية
- رسم مغولي

## وصلات خارجية
- المنمنمات العثمانية.. تراث إسلامي مشترك، أ.د. الصفصافي أحمد القطوري، حراء.
- المنمنمات العثمانية حياة مزخرفة، سيد عبد المجيد، الاتحاد.